# Jürgen Malbeck
Jürgen Emil Malbeck (* 5. April 1974 in Nördlingen) ist ein ehemaliger deutscher Basketball-Nationalspieler. 

## Leben
Malbeck spielte als Jugendlicher Fußball, mit zwölf Jahren begann er mit Basketball. Er spielte in der Jugend des TSV Nördlingen und in der Saison 1991/92 auch für die Herrenmannschaft in der Oberliga. Er wurde in die deutsche Jugendnationalmannschaft berufen und wechselte 1992 zu Lotus München in die 2. Basketball-Bundesliga. In der Zweitligasaison 1992/93 erzielte er im Schnitt 8,6 Punkte je Begegnung. Die Münchner Mannschaft wurde 1993 zurückgezogen. Malbeck, der eine Ausbildung beim Finanzamt begonnen hatte, nahm ein Angebot vom Bundesligisten TTL Bamberg an. Dessen Trainer Terence Schofield wollte den 2,15 m großen und 114 kg schweren Centerspieler in den Vereinigten Staaten basketballerisch weiter ausbilden lassen und ihn dann nach Bamberg holen.
Malbeck ging ans Santa Fe College nach Gainesville (Florida), das zuvor auch sein vergleichbar großer Landsmann Arne Alig besucht hatte. Wie Alig konnte sich Malbeck insbesondere als Shotblocker in der Basketball-Hochschulmannschaft Saints auszeichnen, die in der National Junior College Athletic Association (NJCAA) spielen. Anschließend bekam er die Möglichkeit, an die Hawaiʻi Pacific University (HPU) zu wechseln, wo er für die Sea Warriors in der Hochschulliga NAIA spielte. In dieser gegenüber der NCAA kleineren und weniger bedeutenden Liga konnte sich Malbeck besonders auszeichnen und wurde 1996 sowie 1997 in das All-American-Team der landesweit besten Spieler dieser Liga gewählt. In der Saison 1996/97 war er sogar der Spieler des Jahres der NAIA. Er erzielte für die Hochschulmannschaft 1456 Punkte und lag damit in der ewigen Korbjägerliste der Hawai'i Pacific University auf dem zweiten Platz, als er diese 1997 verließ. Mit 649 Rebounds sicherte er sich den dritten Rang in der Bestenliste der Hochschulmannschaft, rutschte später aber ab, als sein Wert übertroffen wurde. Ende 2011 wurde Malbeck für seine sportlichen Leistungen an der HPU, die ihm 1997 ein Probetraining bei den Phoenix Suns in der NBA ermöglichten, in die „Athletics Hall of Fame“ (deutsch Ruhmeshalle des Sports) der Hochschule aufgenommen und seine Rückennummer 51 fortan innerhalb der Basketballmannschaft von einer weiteren Vergabe zurückgezogen. In seiner Zeit an der HPU wurde er auch erstmals in die deutsche Basketballnationalmannschaft berufen und nahm an der Endrunde der Basketball-Europameisterschaft 1997 teil (4 Spiele: 0,2 Punkte/Spiel).
Nach seiner Rückkehr aus den USA schloss sich Malbeck 1997 dem deutschen Rekordmeister Bayer Leverkusen an. Mit den Farbenstädtern konnte er nicht an deren frühere Erfolge anschließen und wechselte 1999 schließlich ins flämische Ypern zu Athlon Ieper. Nach zwei Spielzeiten kehrte er 2001 für zwei weitere Jahre nach Leverkusen in die deutsche Basketball-Bundesliga zurück, bevor er 2003 zum rheinischen Zweitligisten Dragons aus Rhöndorf wechselte. Der ehemalige Erstligist verzichtete auch in der Folge auf eine Rückkehr ins Oberhaus. In der seit 2007 zweigeteilten Liga zog man sich 2008 sogar in die untere Staffel ProB zurück, wo man zu Malbecks Karriereende 2010 noch einmal die Meisterschaft errang. Obwohl Malbeck zuvor bekannt gegeben hatte, sich auf seine berufliche Karriere konzentrieren zu wollen, schloss er sich im Sommer 2010 dem Ligakonkurrenten und Aufsteiger Schwelmer Baskets an, welche ebenfalls in der Vergangenheit bereits erstklassig gespielt hatten. Dort spielte er aufgrund seiner beruflichen Verpflichtungen nur bei Heimspielen und absolvierte auch ein geringeres Trainingspensum. Nach einer Spielzeit verzichtete Malbeck 2011 endgültig auf höherklassigen Basketball und spielte anschließend noch in seiner Freizeit beim DT Ronsdorf in der Oberliga, was der sechsten Klasse im Basketball entspricht.

## Erfolge
- 1997 Spieler des Jahres der NAIA-Collegeliga in den USA
- Meisterschaft in der ProB 2009/10 mit den Dragons Rhöndorf